# John Bachman
John Bachman (4 de febrero de 1790 - 24 de febrero de 1874) fue un naturalista, ministro luterano y activista social estadounidense. Colaboró con John James Audubon para producir Viviparous Quadrupeds of North America y cuyos escritos, particularmente Unity of the Human Race, fueron influyentes en el desarrollo de la teoría de la evolución. Estuvo casado con la pintora María Martín. Varias especies de animales se nombran en su honor.

## Vida
Bachman sirvió como pastor en la misma iglesia de Charleston, Carolina del Sur durante 56 años, pero aun así encontró tiempo para realizar estudios de historia natural que llamaron la atención del destacado artista de aves John James Audubon y de científicos eminentes en Inglaterra, Europa y más allá. Fue un defensor de la educación secular y religiosa y ayudó a fundar Newberry College y el Lutheran Theological Southern Seminary, así como el Sínodo Luterano de Carolina del Sur.
Fue elegido miembro asociado de la Academia Estadounidense de Artes y Ciencias en 1845.
Bachman fue un reformador social que ministró tanto a esclavos afroamericanos como a sureños blancos, y que utilizó su conocimiento de la historia natural para convertirse en uno de los primeros escritores en argumentar científicamente que los negros y los blancos son la misma especie. Sus logros abarcan toda una vida marcada por los disturbios de la guerra civil estadounidense, un conflicto que le causó gran consternación y puede haber provocado su muerte prematura debido a las heridas sufridas a manos de los soldados de la Unión.

## Legado
La liebre de Bachman, el gorrión de Bachman y la curruca de Bachman se nombran en su honor. Este último, ahora casi con seguridad extinto, fue descubierto en 1832 por Bachman, quien presentó máscaras de estudio y descripciones a su amigo y colaborador, John James Audubon. Audubon nunca vio al pájaro vivo, pero lo nombró en honor a Bachman. En 1816, Bachman descubrió la rata del arroz.
A pesar de sus logros, Bachman generalmente se pasa por alto en los relatos de figuras importantes del siglo XIX, y rara vez se lo menciona en los cursos de historia, incluso en las escuelas de Carolina del Sur. Para mejorar la comprensión pública de los logros de John Bachman, la Asociación de Antiguos Alumnos de Newberry College celebró un importante simposio internacional John Bachman en abril de 2006, el comienzo de la celebración del 150 aniversario de la universidad. "Naturaleza, Dios y reforma social en el Viejo Sur: la vida y obra del reverendo John Bachman" contó con la participación de académicos, estudiantes y público en general.

## Comentario sobre Bachman
Un artículo de 1854 "La Apostasía del Sur", en The New Englander, declara lo siguiente: "El Rev. Dr. Bachman, Pastor de una Congregación Luterana en Charleston, es un hombre de logros eminentes en ciencia, y particularmente en el departamento de Ciencias Naturales Historia... Observe entonces cómo exhibe la influencia de su tema en las "instituciones peculiares" de los Estados del Sur: "

... Que el negro permanecerá como es, a menos que su forma sea cambiada por una amalgama, lo cual nos repugna. Que su intelecto, aunque subestimado, es muy inferior al del caucásico, y que, por lo tanto, según nuestra experiencia, es incapaz de autogobernarse. Que está arrojado a nuestra protección. Que nuestra defensa de la esclavitud está contenida en las Sagradas Escrituras. Que las Escrituras enseñen los derechos y deberes de los amos para gobernar a sus siervos con justicia y bondad, y exijan la obediencia de los siervos.

Leonard Woolsey Bacon escribe en A History of American Christianity :

El líder eminente entre el clero luterano, el reverendo Dr. Bachman, de Charleston, refirió "esa unanimidad de sentimiento sin igual que ahora existe en todo el sur sobre el tema de la esclavitud" a la confianza que siente el público religioso en la defensa de la Biblia. de la esclavitud según lo establecido por clérigos y laicos en sermones, panfletos y discursos en el Congreso.

En una nota al pie de la segunda edición de The Races of Men, Robert Knox escribió lo siguiente:

He leído con horror los desvaríos del señor John Bachman, un párroco esclavista. La expresión "sepulcro blanqueado" debe haber sido inventada para la clase a la que pertenece. Son muy numerosos en Inglaterra.